# FitzRoy Somerset (1. baron Raglan)
FitzRoy James Henry Somerset (ur. 30 września 1788, zm. 28 czerwca 1855 na Krymie) – brytyjski arystokrata, wojskowy w stopniu marszałka polnego i polityk, naczelny dowódca wojsk brytyjskich podczas wojny krymskiej, najmłodszy syn Henry’ego Somerseta, 5. księcia Beaufort, i Elizabeth Boscawen, córki admirała Edwarda Boscawena. Jego starszymi braćmi byli: Henry, 6. książę Beaufort, Charles, gubernator Kolonii Przylądkowej, oraz Edward, dowódca kawalerii w armii Wellingtona.

## U boku Wellingtona
Od urodzenia nosił tytuł lorda FitzRoya Somerseta. Wykształcenie odebrał w Westminster School. W 1804 roku wstąpił do armii. W roku 1807 był członkiem poselstwa sir Arthura Pageta do Turcji. W tym samym roku był członkiem sztabu generała Arthura Wellesleya podczas wyprawy na Kopenhagę. Rok później towarzyszył Wellesleyowi podczas kampanii w Portugalii. Podczas wojen na Półwyspie Iberyjskim lord Somerset był najpierw adiutantem, a następnie wojskowym sekretarzem Wellesleya.
W roku 1810 Somerset został ranny w bitwie pod Buçaco. Po bitwie pod Fuentes de Oñoro został awansowany do stopnia majora. W 1812 roku, jako ochotnik w szeregach 52 Pułku Lekkiej Piechoty, brał udział w szturmie Ciudad Rodrigo. Odznaczył się również podczas oblężenia Badajoz. W latach 1814–1815 był sekretarzem brytyjskiej ambasady w Paryżu. Podczas 100 dni ponownie został adiutantem i militarnym sekretarzem Wellingtona.
Pod Waterloo Somerset został ciężko ranny w prawą rękę, którą następnie amputowano. Szybko nauczył się jednak pisać lewą ręką i po zakończeniu działań wojennych powrócił na stanowisko sekretarza paryskiej ambasady. W latach 1818–1820 i 1826-1829 zasiadał w Izbie Gmin jako reprezentant okręgu Truro. W roku 1819 został sekretarzem Wellingtona jako generał artylerii. Od 1827 roku aż do śmierci księcia w 1852 był sekretarzem Wellingtona, naczelnego dowódcy British Army. W roku 1835 został awansowany do stopnia generała-majora, a w 1838 generała-porucznika. 16 października 1852 roku został członkiem Tajnej Rady, a 20 października otrzymał tytuł barona Raglan i zasiadł w Izbie Lordów.

## Wojna krymska
W 1854 roku Raglan został awansowany do stopnia generała i otrzymał dowództwo nad brytyjskimi wojskami wysłanymi na wojnę krymską. Miał tam współpracować z dowódcą wojsk tureckich, Omarem Paszą, i dowódcą wojsk francuskich, marszałkiem Saint Arnaud, a później marszałkiem Canrobertem. Lord Raglan i jego sztab byli odpowiedzialni za fatalną sytuację zaopatrzeniową wojsk brytyjskich oblegających Sewastopol zimą 1854/1855 (podczas tej zimy z brytyjskiego kontyngentu ubyło 23 tys. ludzi).
Lord Raglan nie radził sobie również na polu bitwy. Nie zwracał uwagi na narastający konflikt między dowódcami kawalerii lordem Lucanem i lordem Cardiganem. W bitwach pod Bałakławą i Inkermanem popełniał poważne błędy, wysyłając zbyt szczupłe siły brytyjskie przeciwko znacznie liczniejszym oddziałom rosyjskim. Mimo błędów Raglana obie bitwy zakończyły się zwycięstwami sprzymierzonych, a sam Raglan otrzymał awans do stopnia marszałka polnego.
Podczas ciężkiej zimy 1854/1855 Raglan poważnie zapadł na zdrowiu. Zmarł 28 czerwca na dyzenterię. Jego ciało zostało przewiezione do Anglii i pochowane w Badminton.

## Życie prywatne
13 marca 1814 roku Somerset poślubił Emily Wellesley-Pole (zmarła 6 marca 1881 roku), córkę Williama Wellesleya-Pole’a, 3. hrabiego Mornington, i Katherine Forbes, córki admirała John Forbesa. FitzRoy i Emily mieli razem dwóch synów:
- major Arthur William FitzRoy Somerset (6 maja 1816 – 25 grudnia 1845), zmarł z ran odniesionych w bitwie pod Ferozeshah, ożenił się z Emilie de Baumbach, nie miał dzieci
- Richard Henry FitzRoy Somerset (24 maja 1817 – 3 maja 1884), 2. baron Raglan

## Upamiętnienie
Na cześć marszałka nazwano miasto Raglan w Nowej Zelandii.
W filmie Szarża lekkiej brygady Tony’ego Richardsona z 1968 roku w postać Raglana wcielił się John Gielgud.